# Luca Di Fulvio
Luca Di Fulvio (n. 13 mai 1957, Roma, Italia – d. 31 mai 2023, Roma, Italia) a fost un scriitor italian.

## Biografie
Di Fulvio a studiat dramaturgia la Accademia d 'arte Drammatica Silvio D' amico în Roma sub Andrea Camilleri. Apoi a fost timp de un an și jumătate  membru al The Living Theatre, unde a putut lucra, în Londra, împreună cu Paola Borboni, Sergio Graziani, Mario Maranzana, Andrzej Wajda și Julian Beck.
Din 1996, Di Fulvio, de asemenea, a fost scriitor. Unele romane de-ale sale au fost publicate în limba română.

## Opere

### Lucrări originale
- 1996: Zelter
- 2000: L'impagliatore
- 2002: Dover beach
- 2002: I misteri dell ' altro Mare (sub pseudonimul Duke J. Blanco)
- 2006: La scala di Dioniso
- 2008: La banda dei sogni
- 2011: Il grande scomunicato
- 2011: Kosher mafia
- 2013: La ragazza che toccava il cielo
- 2015: Il bambino che trovò il sole di notte
- 2019: La figlia della libertà
- 2020: La ballata della Città Eterna

### Traduceri în limba romană
- Fata care a atins cerul (titlu original: La ragazza che toccava il cielo) - editura RAO, 2015, ISBN: 9786066097512
- Copilul care a găsit soarele noaptea (titlu original: Il bambino che trovò il sole di notte) - editura RAO, 2019, ISBN: 9786060061847
- Misterele celeilalte mări (titlu original: I misteri dell ' altro Mare) - editura Univers Enciclopedic Books, 2022, ISBN: 9786067049985

## Legături externe
- Luca Di Fulvio la Internet Movie Database
- de Luca Di Fulvio în Catalogul Bibliotecii Naționale a Germaniei (Informații despre Luca Di Fulvio • PICA • Căutare pe site-ul Apper)
- Site-ul oficial Arhivat în 7 februarie 2014, la Wayback Machine.